# Maciej Gołębiowski
Maciej Gołębiowski (ur. 10 listopada 1979 w Otwocku) – polski kierownik produkcji, producent i aktor.

## Życiorys
Absolwent Organizacji Produkcji Filmowej i Telewizyjnej na Wydziale Radia i Telewizji Uniwersytetu Śląskiego w Katowicach (2002). Popularność przyniosła mu rola Waldemara Ślebody w serialu Plebania.

## Życie prywatne
W 2004 roku ożenił się z aktorką-lalkarką Moniką Zdziech, z którą ma syna Mateusza (ur. 2005) oraz córkę Kornelię (ur. 2011).

## Filmografia
- 1998: 13 posterunek – kolega Agnieszki (odc. 19)
- 2000: Egoiści – szeregowy Brzydki
- 2001: Gulczas, a jak myślisz... – chłop na blokadzie
- 2002: Przedwiośnie – wikary w Wyszkowie (odc. 3)
- 2002−2010: Plebania – Waldemar Śleboda
- 2002: E=mc² (film 2002) – student Maxa
- 2003: Zostać miss 2 – Ken, chłopak Barbie
- 2003: Tygrysy Europy – pracownik pizzeri
- 2003: Świat według Kiepskich – Ziemowit Kiepski, kuzyn Kiepskich (odc. 148-149, 153-154)
- 2005: Egzamin z życia – mechanik (odc. 25, 29-30)
- 2007: Mamuśki – rola epizodyczna (odc. 19)
- 2009: Dekalog 89+ – Marcin, chłopka Beaty (odc. 7)
- 2011: Ojciec Mateusz – kierowca (odc. 74)
- 2011: Księstwo – służący
- 2012: Przepis na życie – tragarz (odc. 43)
- 2013: Wszystko przed nami – klient Pawła (odc. 51)
- 2013: Świat Walerego – Jędrek
- 2014: Imieniny – kurier z kwiatami
- 2015: Jezioro – plażowicz
- 2016: Gliniarze – Turski, właściciel auta (odc. 34)
- 2017: Na Wspólnej – policjant
- 2018: Daleko od noszy – pacjent (odc. 27)
- 2018: Oko za oko – były mąż klientki (odc. 4)
- 2018: Falowiec – dozorca
- 2019: Rodzinny interes – klient warsztatu samochodowego (odc. 11)